# Collbató
Collbató è un comune spagnolo di 2 429 abitanti situato nella comunità autonoma della Catalogna.